# Argema recta
Argema recta är en fjärilsart som beskrevs av Eugène Louis Bouvier 1928. Argema recta ingår i släktet Argema och familjen påfågelsspinnare. Inga underarter finns listade i Catalogue of Life.